# 廖光生
廖光生（1941年—）中華民國(臺灣)政治人物，雲林縣人。中華民國第二屆立法委員，中國國民黨籍英屬香港區僑選立委。

## 簡歷
- 台北市立建國中學
- 台灣大學政治學學士
- 美國猶他州立大學政治學碩士
- 美國密西根大學政治學博士
- 香港中文大學大學服務中心監管委員會主席、亞太研究所日本與亞太發展研究計劃主任
- 香港珠海書院亞洲研究中心評議會委員
- 港澳台灣同鄉會副會長
- 中華民國港澳協會理事會理事
- 國家發展研究基金會副董事長
- 香港台灣商會顧問
- 國立高雄大學政治法律系教授、系主任，法學院院長（2004.5 ~ 2006.7）
- 國立臺灣大學國家發展研究所兼任教授
- 大陸委員會諮詢委員（1994～）
- 國家安全會議諮詢委員（1996～2000）
- 立法院第二屆委員（1993.2.1～1996.1.31）
- 香港中文大學教授及政治行政系主任（1992～94）
- 總統府國家統一委員會研究委員（1995～1996）
- 香港中文大學政治與行政學系教授（1974～1995）
- 台灣綜合研究院高級研究員（1994～）
- 美國偉恩州立大學助理教授（1973～1974）

## 著作
- 王家英,孫同文,廖光生合編：《兩岸四地的互動整合：機遇與障礙》 香港中文大學香港亞太研究所，1996年版。
- 廖光生，香港民主化的困境，台北:允晨文化，1996。
- 廖光生編著，《兩岸經貿互動的隱憂與生機》，台北：允晨文化，1995。
- 廖光生, 『香港政制改革與中(共)英談判的經驗』, 臺北: 國立政治大學國際關係硏究中心, 1994。
- 廖光生，「臺灣政治變化與中國統一問題的法律探討」，《法學評論》，1989年第6期，總第38期，頁48。
- 廖光生，《排外與中國政治》（台北：三民書局，1988）。

## 荣誉

### 中华民国勋章奖章
- 三等景星勋章（2000年5月16日于台北总统府颁授[1]）

## 家族
廖光生之父親廖行生，為廖文毅四叔，留日經濟學士。